# Młodolice
Młodolice (deutsch Margarethenhof) ist eine Wüstung im Gebiet der Woiwodschaft Westpommern in Polen, etwa 30 Kilometer südöstlich von Stettin.
Margarethenhof wurde zur Zeit Friedrichs des Großen gegründet. Margarethenhof war ein Vorwerk des Rittergutes Groß Küssow, das knapp 2 km westlich lag. Um das Jahr 1868, als Groß Küssow insgesamt 214 Einwohner zählte, lebten 15 davon in Margarethenhof.
Später wurde Groß Küssow und damit auch Margarethenhof in die Landgemeinde Damnitz eingemeindet. Bis 1945 gehörte Margarethenhof als Teil der Gemeinde Damnitz zum Kreis Pyritz der preußischen Provinz Pommern.
Nach dem Zweiten Weltkrieg kam Margarethenhof, wie ganz Hinterpommern, an Polen. Heute liegt der Ort wüst. Er liegt im Gebiet der Gmina Stargard (Landgemeinde Stargard in Pommern).